# Oorspeekselklier
De oorspeekselklier of glandula parotis is een exocriene klier die speeksel produceert en naar de mondholte afscheidt. De beide oorspeekselklieren bevinden zich aan beide zijden vlak naast het oor. Binnen deze klier ontspringen verschillende eindtakken van de nervus facialis die de gelaatsspieren bedienen.
Ontsteking van de oorspeekselklier wordt parotitis genoemd. De meest voorkomende oorzaak van parotitis is de bof.
De embryologische oorsprong van de oorspeekselklier is ectodermaal en produceert een eerder waterig, sereus, vocht. De andere speekselklieren (glandula submandibularis en glandula sublingualis) zijn van endodermale oorsprong en scheiden een eerder muceus of seromuceus vocht af.